# Softskills
Softskills (begrip(s)vaardigheden of zachte vaardigheden) zijn persoonlijke, emotionele, sociale en intellectuele vaardigheden. Het is een term uit het moderne, competentiegerichte onderwijs. Onder softskills wordt daar verstaan: het ontwikkelde vermogen, om de eigen competentie, zo nodig in samenwerking met anderen, in praktische vaardigheden en kennis om te zetten.

## Beschrijving
Softskills is een verzamelnaam voor de persoonlijke eigenschappen, sociale vaardigheden, communicatieve vaardigheden, taalvaardigheid, persoonlijke gewoonten, vriendelijkheid, en optimisme die kleur geven aan de relaties met anderen. Softskills zijn een aanvulling op de hardskills, de vaardigheden die voor een beroep en allerlei andere activiteiten noodzakelijk zijn.
De term is ontstaan in de IT-wereld als tegenstelling met hardskills (technische vaardigheden, apparaatgerelateerde vaardigheden).
In het Vlaamse onderwijs staat VOET voor "vakoverschrijdende eindtermen", dat vergelijkbaar is met softskills.

## Deelvaardigheden
Sociale vaardigheid en studievaardigheden zijn ook softskills. Doorzettingsvermogen, netheid en effectief op het internet kunnen zoeken eveneens.
Andere begripsvaardigheden zijn:
- Reflecteren, informatievaardigheden, organisatievaardigheden
- Teamwork in een groep
- Leiderschap in een groep
- Op opbouwende wijze omgaan met culturele verschillen (culturele Intelligentie)
- Lesgeven
- Onderhandelen
- Motiveren van zichzelf en anderen
- Coachen
- Luisteren
- Metacognitieve vaardigheden "nadenken over denken".

## Voetnoten
1. ↑  Career Opportunities News, 2002